# Principio di competenza economica
Il principio di competenza economica, in ambito tributario, regola la corretta attribuzione temporale dei componenti positivi e negativi del reddito. 
Tale principio è disciplinato all’art.109 del T.U.I.R (Testo unico delle imposte sui redditi), il quale stabilisce al comma 1 che: "i ricavi, le spese e gli altri componenti positivi e negativi per le quali le precedenti norme del presente capo non dispongono diversamente, concorrono a formare il reddito nell’esercizio di competenza”.
Secondo questo principio, i ricavi e i costi devono essere rilevati nel bilancio dell’esercizio al quale si riferiscono, e non quando si verificano effettivamente i flussi di cassa. Un’azienda deve registrare un ricavo quando viene prodotto il bene o fornito il servizio, e un costo quando viene consumata una risorsa o effettuata una spesa, anche se il pagamento o l’incasso avvengo in un periodo successivo.
L’art.109, comma 1, seconda parte recita così:”[…] tuttavia i ricavi, le spese e gli altri componenti di cui nell’esercizio di competenza non sia ancora certa l’esistenza o determinabile in modo obiettivo l’ammontare concorrono a formarlo nell’esercizio in cui si verificano tali condizioni”. La componente del reddito, sia essa positiva o negativa, deve essere certa e obiettivamente determinabile nel suo ammontare.
Se il requisito della certezza ovvero dell'obiettiva determinabilità difetta, il contribuente è tenuto a differire l'imputazione del componente di reddito al periodo nel corso del quale il requisito mancante si concretizza. 
I requisiti di certezza e obiettiva determinabilità non possono operare, viceversa, nel senso dell'anticipazione della rilevanza fiscale di un determinato componente di reddito rispetto alla sua imputazione civilistica.
Va precisato che il requisito della certezza e della determinabilità dei costi si applica solo alle micro-imprese, come definite dall'articolo 2435-ter del Codice Civile. Per le imprese di maggiori dimensioni, che seguono i principi contabili OIC o che adottano gli IAS, si applica il Principio di derivazione rafforzata (art. 83 del TUIR). Questo principio prevede che per determinare il reddito di impresa si seguano i criteri di qualificazione, imputazione temporale e classificazione in bilancio previsti dai principi contabili di riferimento, anche se in deroga con alcune disposizioni del TUIR. In questi casi, gli elementi reddituali e patrimoniali del bilancio sono rilevanti per il calcolo del reddito imponibile, seguendo il principio della sostanza prevalente sulla forma. Pertanto, non si applicano le regole dell'articolo 109, commi 1 e 2, del TUIR riguardanti la certezza e la determinabilità dei costi e la competenza dell'esercizio.
Le regole sull’imputazione temporale dei componenti di reddito sono inderogabili sia per i contribuenti che per il Fisco. Con la conseguenza che se il contribuente imputa un costo o un ricavo ad esercizio diverso rispetto a quello individuabile secondo la corretta applicazione del principio di competenza, l’Amministrazione finanziaria ben potrà dichiarare indeducibile il costo con riferimento al periodo in cui è stato dedotto e recuperare a tassazione il ricavo con riferimento all’esercizio al quale doveva essere attribuito.
Il principio di competenza è il criterio ordinario da utilizzare in materia di reddito d'impresa. Questa regola deriva direttamente dal testo dell'''art. 109, comma 1, T.U.I.R, nello specifico dall'inciso "per i quali le precedenti norme [...] non dispongono diversamente": da un lato si introduce una regola generale; dall'altro si ammette la possibilità di eccezioni. Vengono, quindi, chiamate ad applicare il principio di competenza economica tutte le aziende per le quali sussiste l'obbligo di redazione del bilancio in regime di contabilità ordinaria: sono interessate tutte le società di capitali, le ditte individuali e le società di persone con fatturato annuo superiore a 400.000€ (se erogano servizi) o 700.000€ nei rimanenti casi. Per i liberi professionisti e i soggetti con contabilità semplificata è invece previsto il principio di cassa.

## Evoluzione storica del principio di competenza economica
Sin dal XVI secolo, si riscontrano evidenze di rilevazioni contabili che prefigurano l'adozione del principio di competenza, infatti gli assestamenti contabili venivano già utilizzati per attribuire i costi e i ricavi al periodo di competenza, rinviando al futuro le voci non rilevanti per il bilancio corrente. Con il tempo, il principio di competenza si è consolidato, portando a un cambiamento sostanziale negli anni '30, quando molte imprese cominciarono ad adottare il sistema reddituale per determinare l'utile.
La vera rivoluzione normativa in Italia si verificò con l'introduzione della Legge 7 giugno 1974, n. 216, che sostituì il modello patrimoniale con il conto economico (noto come “conto dei profitti e delle perdite”). Sebbene il principio di competenza non fosse esplicitamente menzionato nelle norme, esso era già implicito nel nuovo sistema di bilancio: l'articolo 2425-bis del Codice Civile richiedeva che il conto dei profitti e delle perdite esponesse i costi e i ricavi attribuiti al periodo di competenza. La struttura stessa dello stato patrimoniale, prevista dall'articolo 2424 c.c., e il riferimento esplicito alla competenza negli articoli 2425 e 2425-bis, dimostrano che tale principio costituisce la base della logica del bilancio civilistico.
Con l'adozione del Decreto Legislativo n. 127 del 9 aprile 1991, che recepiva la IV Direttiva Europea, il principio di competenza venne finalmente formalizzato. L'articolo 2423-bis del Codice Civile stabilisce che il bilancio debba includere i proventi e gli oneri di competenza del periodo, indipendentemente dall'effettivo incasso o pagamento. Tale disposizione impone inoltre l'inclusione di rischi e perdite di competenza, anche se noti solo dopo la chiusura dell'esercizio.

## Nozione di certezza e obiettiva determinabilità
La prima condizione prevista dall'art.109 comma 1, seconda parte, riguarda la certezza dell'esistenza del componente di reddito. La certezza si riferisce all’esistenza dell’elemento reddituale, all’an, e deve intendersi quale certezza giuridica, vale a dire come esistenza di un titolo giuridico a costituire la fonte genetica del componente considerato. La certezza deve essere distinta tanto dalla definitività - che si riferisce alla manifestazione finanziaria e che, come tale, porterebbe all’applicazione del diverso principio di cassa - quanto alla immodificabilità, ben potendosi ammettere che il componente già imputato venga successivamente meno, in tutto o in parte, dando luogo a successive variazioni di reddito.
La seconda condizione riguarda l'ammontare del componente di reddito, che deve essere determinabile in modo obiettivo. Il requisito di oggettiva determinabilità dell’ammontare si riferisce alla quantificazione dell’elemento reddituale (quantum) ed è diretto ad evitare che nel procedimento di determinazione del reddito d’impresa affluiscano elementi reddituali quantificati in base a mere congetture soggettive oppure a calcoli probabilistici.
Pertanto, affinché un dato fatto assuma rilevanza fiscale, è necessario che alla chiusura del periodo d’imposta ricorrano entrambe le evidenziate condizioni di certezza ed obiettiva determinabilità. Non occorre, peraltro, che alla chiusura del periodo d’imposta la realizzazione di queste condizioni sia conosciuta, è sufficiente che sia conosciuta o conoscibile prima della predisposizione del bilancio e della dichiarazione dei redditi, purché naturalmente si siano verificate prima della chiusura dell’esercizio, operandosi altrimenti un arbitrario allungamento del periodo di imposta.

## Il principio di competenza economica nelle operazioni economiche più comuni
Il legislatore tributario, nell'art.109 T.U.I.R, ha fissato alcuni momenti specifici di competenza fiscale per le operazioni più comuni nelle attività economiche. Questi criteri sono utilizzati per determinare il momento in cui le operazioni rilevano ai fini fiscali, indipendentemente da quando si verificano i relativi flussi di cassa. 
L'art.109 comma 2 prevede specifiche regole per alcuni tipi di operazioni economiche: 
- Vendita di beni mobili: si considerano di competenza nell'esercizio in cui avviene la consegna o la spedizione dei beni stessi. Pertanto, il momento rilevante è quando il venditore perde la disponibilità materiale del bene, non quando avviene il pagamento.
- Ricavi relativi alle prestazioni di servizi: si considerano conseguiti alla data in cui le prestazioni sono ultimate. Quindi, il criterio di competenza è legato al momento in cui il servizio è stato reso.
- Vendita di beni immobili o di diritti reali su di essi: si considerano di competenza nell'esercizio in cui si verifica il trasferimento della proprietà o di altro diritto reale, che generalmente coincide con la stipula del contratto notarile.

Per quanto concerne i costi per acquisti di beni e servizi:
- Acquisto di beni mobili: sono deducibili nell'esercizio in cui avviene la consegna o la spedizione dei beni.
- Acquisto di servizi: si considerano di competenza nell'esercizio in cui la prestazione è ultimata.

Esempi: se un'azienda vende un prodotto a dicembre 2024, ma riceve il pagamento a gennaio 2025, il ricavo verrà registrato nel bilancio del 2024, perché il fatto economico è avvenuto in quell'anno. 
Allo stesso modo, se un'azienda riceve una fornitura a dicembre 2024, ma paga a febbraio 2025, il costo sarà attribuito al 2024, poiché la fornitura è stata utilizzata in quell'esercizio.

## I tre corollari del principio di competenza economica
Il principio di competenza economica si basa su tre corollari che stabiliscono quando e come registrare ricavi e costi, garantendo così una valutazione contabile accurata della situazione finanziaria di un'azienda.

### Primo corollario: Manifestazione Economica
«Non si possono imputare al conto economico costi o ricavi per i quali non siano stati conseguiti i relativi ricavi o sostenuti i correlativi costi».
Per garantire una corretta applicazione di questo corollario, è importante considerare:
- Rimanenze: beni da vendere o utilizzati per la produzione, come materie prime, semilavorati e prodotti finiti.
- Ammortamenti: costi pluriennali distribuiti nel tempo, che figurano tra i costi del conto economico.
- Risconti[15]: divisi in attivi (per costi sostenuti anticipatamente) e passivi (per ricavi conseguiti anticipatamente), correggono la registrazione di costi e ricavi tra esercizi diversi, garantendo che i ricavi siano registrati solo quando effettivamente realizzati.

Questo corollario è utile perché consente alle aziende di presentare una situazione finanziaria più accurata. Registrare ricavi e costi solo al momento della loro effettiva manifestazione economica riduce il rischio di sottovalutazioni e sovrastimazioni. Ad esempio, se un servizio è completato a gennaio ma il ricavo è registrato solo dopo la firma di un contratto a marzo, si rischia di non riflettere correttamente i guadagni. Inoltre, la corretta registrazione degli ammortamenti assicura che i costi siano distribuiti equamente nel tempo, supportando decisioni aziendali più informate e strategiche.

### Secondo corollario: Utilizzo delle Scritture di Rettifica
«Si rinviano costi già sostenuti o ricavi già conseguiti al risultato economico dell'esercizio successivo, in quanto sia attendibile che, nel futuro esercizio, debbano essere conseguiti o sostenuti i correlativi costi o ricavi».
Tale disposizione implica che i costi già sostenuti o i ricavi già conseguiti debbano essere rinviati al bilancio dell’esercizio successivo, se è attendibile che i correlativi costi o ricavi si manifesteranno. L’utilizzo delle scritture di rettifica è fondamentale per allineare correttamente costi e ricavi ai periodi di riferimento, indipendentemente dai movimenti di cassa, garantendo una rappresentazione fedele della situazione finanziaria dell'azienda. Questo processo evita distorsioni nei risultati economici e assicura che il bilancio rifletta accuratamente l'operatività aziendale, facilitando decisioni informate e strategiche.

### Terzo corollario: Utilizzo delle Scritture di Assestamento
«È necessario imputare al conto economico costi o ricavi che durante l'esercizio non si sono manifestati finanziariamente, qualora i correlativi ricavi o costi abbiano già avuto sostenimento o conseguimento».
Il terzo corollario si concentra sulle scritture di assestamento, necessarie per imputare costi o ricavi non manifestatisi finanziariamente; per manifestazione finanziaria si intende la ricezione di un documento che attesti l'esistenza di un credito o debito di incasso o pagamento, come fatture, assegni o lettere contabili.
Per correggere tali condizioni, esistono integrazioni (da considerarsi l’opposto di ammortamenti e risconti) suddivise in:
- Accantonamenti.
- Ratei[15], i quali possono essere attivi o passivi.

Queste scritture sono fondamentali poiché consentono di registrare costi o ricavi nel periodo corretto, anche se il pagamento o l’incasso avviene in un momento successivo. Ad esempio, se un costo per un servizio annuale viene pagato a febbraio ma si riferisce anche ai mesi precedenti, è fondamentale registrarlo nei mesi pertinenti per riflettere correttamente la situazione economica dell'azienda.

## Vantaggi strategici del principio di competenza nella gestione aziendale
La scienza aziendalistica italiana ha individuato tre diverse impostazioni riguardanti l'imputazione temporale di costi e ricavi:
1. La competenza basata sul fluire dei servizi, che attribuisce i costi e i ricavi al periodo in cui i servizi vengono forniti[20].
2. La competenza fondata su una correlazione specifica tra costi e ricavi, che lega direttamente i costi ai ricavi generati nello stesso esercizio[21].
3. La competenza come correlazione generale tra costi e ricavi, prevalente nel contesto italiano, che adotta un approccio più ampio, imputando costi e ricavi in relazione alle attività aziendali svolte nel periodo, anche se non derivano da operazioni specifiche[20][22][23].

Quest'ultima impostazione consente di collegare costi e ricavi alle operazioni svolte nel periodo, garantendo una rappresentazione più fedele della realtà economica, indipendentemente dai flussi di cassa.
Il principio di competenza garantisce una rappresentazione accurata dell'attività economica, fornendo una base solida per la pianificazione fiscale e una valutazione economica coerente dell'impresa.

### Coerenza tra contabilità generale e contabilità fiscale
Il principio di competenza economica è fondamentale per garantire la coerenza tra contabilità generale e contabilità fiscale. La cosiddetta “derivazione rafforzata” sottolinea l’intento del legislatore di mantenere un legame stretto tra il reddito fiscale e quello civilistico, assicurando coerenza con la capacità contributiva dell'impresa e una tassazione equa.

### Trasparenza e confronto temporale dei bilanci fiscali
Un grande vantaggio del principio di competenza è la trasparenza che esso garantisce nei bilanci fiscali, specialmente per quanto riguarda il confronto temporale. La capacità di confrontare bilanci redatti in anni diversi consente agli stakeholders di valutare l'andamento dell'impresa in modo più informato e strategico. Il principio della "prevalenza della sostanza sulla forma" emerge come cruciale per garantire trasparenza nei bilanci. Questo approccio permette di riflettere con maggiore accuratezza la realtà economica dell'impresa, facilitando il monitoraggio dell'andamento fiscale nel tempo. Le aziende possono condurre un'analisi più approfondita della loro redditività e della capacità di generare valore. Grazie al principio di competenza, è possibile confrontare bilanci di anni diversi, poiché redatti secondo criteri coerenti che riflettono la reale attività economica svolta. Se un’impresa adottasse il principio di cassa, le variazioni nei flussi finanziari potrebbero nascondere il vero andamento della performance economica. Con il principio di competenza, invece, i costi e i ricavi sono allineati al periodo di competenza, consentendo di monitorare l’evoluzione dei profitti e migliorare la trasparenza delle informazioni.

### Impatto sulla pianificazione fiscale aziendale
Il principio di competenza ha, infine, un impatto significativo sulla pianificazione fiscale a lungo termine delle imprese. Utilizzando il principio di competenza, le aziende possono ottimizzare la loro gestione fiscale nel lungo periodo. Questo approccio offre un metodo diretto per quantificare il risultato reddituale e consente di evitare processi valutativi complessi, specialmente per le piccole imprese. Grazie alla sua capacità di rappresentare con accuratezza i costi e i ricavi nel momento in cui maturano, il principio di competenza offre una base solida per la gestione fiscale, consentendo di prevedere con maggiore esattezza i ricavi futuri. Il principio di competenza economica contribuisce quindi ad una rappresentazione sistematica dei dati finanziari, migliorando la pianificazione fiscale e la gestione complessiva dell'impresa. Inoltre, consente una gestione efficace degli accantonamenti e delle deduzioni fiscali, massimizzando le deduzioni e riducendo il reddito imponibile in modo conforme alla legge. In conclusione, l’applicazione di questo principio stimola anche un approccio proattivo alla compliance fiscale, migliorando le relazioni tra le imprese e le autorità fiscali.

## Deroghe e limitazioni sui costi
L’obbligo di imputazione di costi e ricavi al periodo d’imposta in cui avvengono a prescindere dal momento in cui si verifica il loro pagamento, rappresenta un ingente limitazione del principio di competenza economica. La ratio sottesa ha ad oggetto una corretta e trasparente rappresentazione dei costi e redditi raggiunti in un determinato periodo, ma la sua realizzazione effettiva riscontra spesso criticità:
- Incertezza nella determinazione del gettito fiscale imponibile
- Carenza di accuratezza nella determinabilità delle stime contabili.

### Incertezza e soggettività delle stime contabili

#### Gli accantonamenti
In applicazione del principio di competenza, spesso le stime calcolate si caratterizzano di incertezza e soggettività perché , ove si effettui una registrazione di accantonamenti e ratei che non rispettano la correlazione di costi e ricavi del periodo di competenza, ne consegue un abuso delle stime o delle tempistiche.
Secondo quanto disciplinato dallo IAS 37 la registrazione di un accantonamento deve possedere 3 requisiti:
- Sussistenza di un’obbligazione ad esito di un evento passato vincolante.
- Necessità di risorse per l’adempimento di suddetta obbligazione.
- Possibilità di connotazione di stima attendibili dell'importo legato all’ adempimento dell’obbligazione.

Nella natura dell'accantonamento è insito un certo grado di incertezza e l’attendibilità richiesta è altresì la “miglior stima” di quanto ragionevolmente è il valore attualizzato delle spese necessarie per estinguere l’obbligazione. Qualora si renda necessario un incremento ,al fine di adeguarne il valore allo scorrere del tempo, questo deve essere iscritto tra gli oneri fiscali, adducendo pertanto ad una fictio, da cui scaturisce un’imposizione fiscale.
Ogni accantonamento deve essere utilizzato esclusivamente per le spese per le quali è stato originariamente iscritto e, specularmente, solo le spese che si riferiscono all’accantonamento originario possono essere fronteggiate da tale accantonamento. Qualunque comportamento contrario a tale principio, comporterebbe un’errata rappresentazione economica di due (o più) eventi differenti.

#### I ratei
Rappresentano quote di costi o ricavi di competenza dell'esercizio corrente che non trovano corrispondenza in una manifestazione finanziaria, infatti è necessario assicurare che tutti i costi e ricavi di competenza di un esercizio siano registrati, anche se non vi è stata una transazione finanziaria.

### Differimento dei costi
Il differimento dei costi a mediante la ripartizione su più periodi d’imposta, in modo tale che gli eventi che concorrono al reddito non si esauriscano nell'anno in cui sono stati sostenuti. Questa disciplina, implica rischi elevati ove si renda difficile una previsione corretta dell'utilità del bene e dei benefici che produce:
- Eventuale sovraestimazione o sottovalutazione delle quote di ammortamento e influenza sulla rappresentazione fiscale e sull’imponibilità della base reddituale.
- Discrezionalità della scelta delle aliquote, la cui variabilità può condurre ad una distorsione della rappresentazione reale dei costi e ad un'annessa carenza di liquidità, perché l'azienda subisce l’imposizione fiscale anche nella circostanza in cui questa ha già sostenuto i costi previsti, ma non li ha ancora recuperati tramite le deduzioni fiscali.

La subordinazione del principio di competenza tributaria a quella contabile non ha in ogni caso inciso sulla precedente interpretazione del momento di competenza. Considerato che i criteri disciplinati dall’Art. 109, comma 1, TUIR, sono essenzialmente circoscritti ai componenti positivi e negativi derivanti da cessioni di beni e prestazioni di servizi, restavano privi di una specifica disciplina tutte le restanti operazioni, non certo meno frequenti e al contempo molto diverse tra loro, dove non esisteva una cessione o una prestazione. In questi casi il contribuente era chiamato a procedere in base ai principi generali, facendo generico riferimento ai concetti di certezza e oggettiva determinabilità, senza tuttavia ottenere una rappresentazione economica realistica.

## Deroghe e limitazioni sui ricavi
L’Art. 89 del TUIR disciplina il differimento fiscale che subiscono i ricavi, prevedendo una tassazione agevolata degli utili di società partecipate, consentendo la parziale esenzione dal reddito imponibile (in genere esenzione al 95%).
Questo è un chiara risoluzione al postulato legato alla doppia tassazione del reddito, seppur la sua applicazione implichi un differimento fiscale in contrasto con i criteri di competenza economica.
- Plusvalenze : elementi che concorrono alal deterimanzione del redditto che derivano dalla cessione di beni strumentali e dalle partecipazioni qualificate. Sono disciplinate dagli Artt. 86 e 87 del TUIR, che prevedono una rateizzazione del reddito imponibile sulla plusvalenza sul lungo periodo e non solo a quello d’imposta afferente alla contabilizzazione della plusvalenza stessa,  riducendo l’impatto fiscale nel breve termine.[38][39]
- Sopravvenienze attive : Sono ricavi straordinari che emergono a seguito di eventi imprevedibili, come la riduzione di un debito e sono disciplinate dall'Art. 88 TUIR.  Ove siano derivanti da eventi come la remissione di debiti da parte di creditori o riduzioni di passività, sono considerati imponibili, ma solo quando l’azienda li registra in bilancio, differendo così l’impatto fiscale in deroga al principio di competenza economica, la cui mancata applicazione permette addirittura ad alcune sopravvenienze (da contributi pubblici non tassabili)  di beneficiare di esoneri fiscali.[40]

## Critiche e rischi del principio di competenza nel diritto tributario
Il principio di competenza economica è un concetto fondamentale nella contabilità finanziaria e nel diritto tributario, in base al quale ricavi e costi devono essere contabilizzati nel periodo in cui maturano, indipendentemente dal momento in cui avviene l'incasso o il pagamento. Tuttavia, l'applicazione di questo principio in ambito tributario presenta diverse criticità, che possono generare rischi e problematiche significative.

### Manipolazione fiscale e distorsione dei risultati[41]
Il principio di competenza, per la sua natura flessibile, può essere oggetto di utilizzo opportunistico da parte delle imprese, con l’obiettivo di manipolare i risultati contabili e fiscali. Le principali criticità includono:
- Window dressing[42]: pratiche contabili volte a migliorare artificialmente la situazione finanziaria di un'azienda. Questo approccio mira a soddisfare obiettivi formali, alterando la rappresentazione della reale situazione economica.
- Anticipazione e posticipazione di ricavi e costi: tecniche contabili che consentono di migliorare temporaneamente i risultati finanziari, ad esempio anticipando ricavi futuri o posticipando costi attuali.
- Impatto sugli stakeholder[41]: la scoperta di manipolazioni contabili può minare la fiducia di investitori, creditori e altri stakeholder, causando danni reputazionali, volatilità del valore delle azioni e potenziali difficoltà finanziarie.

### Limitazioni nella rappresentazione della liquidità e problemi di cash flow[43]
Il disallineamento tra competenza economica e flussi di cassa rappresenta una criticità rilevante. Questo principio consente di contabilizzare ricavi e costi nel momento in cui maturano, senza tenere conto del loro incasso o pagamento effettivo. Ciò può portare a una rappresentazione poco realistica della liquidità aziendale. Le principali problematiche comprendono:
- Ricavi non incassati: la contabilizzazione di ricavi non ancora percepiti può sovrastimare la solidità economica dell’impresa.
- Costi non corrisposti: la registrazione di costi non ancora pagati può alterare la percezione della reale disponibilità di liquidità.

Queste discrepanze possono generare difficoltà operative, tra cui:
- Incassi ritardati: le vendite a credito possono determinare un ritardo nei flussi di cassa, ostacolando il sostegno alle spese operative.
- Pagamenti anticipati di imposte: l’obbligo di versare imposte su ricavi non ancora incassati può aggravare le tensioni di liquidità.
- Rischi di insolvenza: anche in presenza di utili teorici, flussi di cassa insufficienti possono compromettere la capacità dell'azienda di adempiere ai propri obblighi finanziari.

Questi squilibri possono mettere a rischio la continuità aziendale e ostacolare la pianificazione degli investimenti futuri.

### Complessità contabile e aumento delle risorse necessarie
L’applicazione del principio di competenza comporta un incremento della complessità contabile, che richiede risorse significative per garantirne una corretta implementazione. Le principali difficoltà sono:
- Determinazione del periodo di competenza: stabilire con precisione il momento di maturazione di ricavi e costi può risultare complesso e richiedere l’adozione di strumenti tecnologici avanzati.
- Aggiornamento normativo e formazione: la necessità di adeguarsi a normative fiscali in continua evoluzione richiede consulenza professionale e aggiornamento costante del personale.

Questi fattori comportano un aumento dei costi amministrativi e organizzativi, oltre a un maggiore rischio di errori e potenziali contenziosi con le autorità fiscali.

## Principio di cassa
Il principio di cassa rappresenta un più facile criterio per l'imputazione a periodo dei movimenti economici, perché si fonda esclusivamente sull'effettivo movimento economico: è rilevante quando sia concretamente percepito l'incasso o sborsata la spesa. Per individuare il momento sulla base del quale definire la questione dell'imputazione a periodo, viene data rilevanza esclusivamente al movimento finanziario, sintomo della conclusione dell'operazione economica: sono irrilevanti in tal senso le fasi economiche e contrattuali precedenti a questo. Il nome del principio deriva proprio da questa sua caratteristica, per cui è il movimento di cassa che rileva ai fini dell'imputazione a periodo del costo/ricavo.
Questo principio, come anticipato in precedenza, rappresenta un'eccezione al generale principio di competenza economica, ne consegue la sua applicabilità solo nei casi espressamente previsti dalla legge. Volendo individuare degli esempi di questa sua applicazione possiamo pensare:
- Alla deduzione degli oneri fiscali e contributivi (art.99 T.U.I.R)[45], al caso dei compensi che siano versati ad amministratori di società ed enti passivi di IRES (art.95, comma 5 T.U.I.R)[46] e agli utili derivanti dalla partecipazione in società ed enti che siano soggetti ad IRES (art.89, comma 2 T.U.I.R)[47]. Sono ipotesi nelle quali l'applicazione del principio di cassa deriva dall'utilizzo di specifiche parole da parte del legislatore, quali "percezione", "incasso" per quanto attiene alle componenti positive e "pagamento", "corresponsione" per le componenti negative del reddito;
- Anche per gli ammortamenti, gli accantonamenti e le svalutazioni (c.d. componenti di natura valutativa) i quali costi non siano dedotti nell'esercizio di competenza definito attraverso i criteri generali, ma questi siano sospesi o ripartiti in diversi periodi d'imposta[3];
- Si applica poi per tutti i soggetti che adottano il regime di contabilità semplificata (art.18, D.p.r. 600/1973)[48]: professionisti, imprenditori individuali e società di persone.

## Pro e contro dei due principi
Il principio di cassa privilegia la semplicità alla precisione, ma per questa ragione è poco adatto a contesti economici di elevata complessità. La semplificazione pratica deriva proprio dal fatto che per il contribuente sia più immediato verificare la realizzazione del movimento di cassa (cioè l'avvenuto pagamento o l'esborso economico), piuttosto che la nascita del rapporto giuridico da cui deriva il diritto a ricevere il denaro ovvero l'obbligo di corresponsione della somma dovuta.
Il principio di competenza, al contrario, ha una più difficile applicazione, perché il criterio di imputazione a periodo è meno immediato, ma garantendo più precisione si rende utile in contesti economico-giuridici particolarmente articolati (come le grandi aziende). Questo criterio, inoltre, evita le sfasature connesse al principio di cassa, che possono derivare dal caso in cui il momento temporale di produzione del reddito e quello di imposizione siano patologicamente distinti per sbalzi temporali dovuti alle vicende di pagamento.
Proprio perché sussistono differenze di questo tipo sull'applicabilità dei principi, il legislatore italiano ha differenziato i soggetti economici a cui rinviare l'applicabilità di un principio piuttosto che l'altro, adattando meglio il loro utilizzo alla situazione concreta: nello specifico si è voluta definire una regola generale (principio di competenza), volendo quindi dare priorità alla precisione, ammettendo, però, diverse ipotesi di deroga (principio di cassa) nei casi in cui la semplicità della dimensione ontologica del contribuente non giustifichi gli oneri derivanti dall'applicazione del criterio ordinario. In particolare, la deroga è volta ad evitare alcuni effetti negativi derivanti dai ritardi cronici di pagamento e dal cd. credit crunch. Inoltre, in tal modo, il legislatore ha inteso avvicinare il momento dell'obbligazione tributaria alla concreta disponibilità di mezzi finanziari evitando esborsi per imposte dovute su proventi non ancora incassati.